# Oudong
Oudong (Khmer: ឧដុង្គ) (alternative Schreibweisen: Oudongk oder Udong) ist eine Stadt in Kambodscha. Sie liegt im nordöstlichen Teil der Provinz Kampong Speu im Landkreis Oudongk, unmittelbar an der Provinzgrenze zur Provinz Kandal und Provinz Kampong Chhnang, etwa 35 Kilometer nordwestlich der Hauptstadt Phnom Penh. Mit dieser ist sie über die Nationalstraße 5 verbunden.

## Geschichte

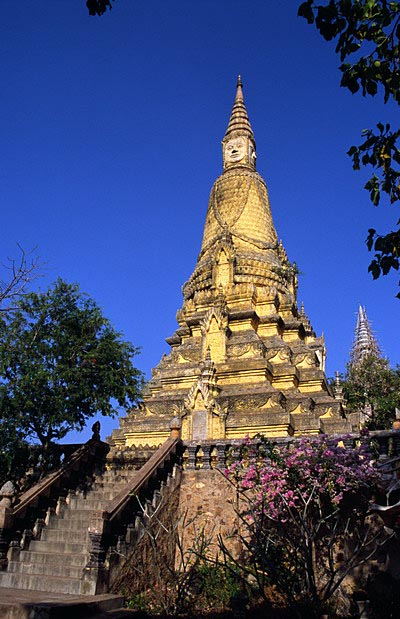
Stupas in Oudong

Vom frühen 17. Jahrhundert bis 1866 war hier die Hauptstadt Kambodschas. In dieser Phase war das Land zumeist seinen mächtigeren Nachbarn Vietnam und Siam untergeordnet und musste dem einen oder dem anderen, zeitweise sogar beiden Tribut zahlen. Es gab eine Reihe von Kriegen, in denen kambodschanische Aristokraten um die Macht und den Thron stritten oder die beiden Tributmächte um die Vorherrschaft kämpften. Manche Autoren beschreiben diese Epoche als „dunkles Zeitalter“ der kambodschanischen Geschichte. Dann gab König Norodom I. Oudong auf und verlegte die Residenz nach Phnom Penh. Kambodscha wurde in dieser Zeit zu einem französischen Protektorat. Übrig geblieben ist eine monumentale Nekropole der ehemaligen Könige von Kambodscha mit zahlreichen Stupas und Schreinen.

## Etymologie
Der Name der Stadt stammt aus dem Sanskrit, das Wort uttuṅga (उत्तुङ्ग) bedeutet „das Höchste“.